# Canta y no llores (2024)
Canta y No Llores es una película mexicana de 2024 dirigida por Félix Sabroso y escrita por Frank Ariza y Félix Sabroso. Está protagonizada por Consuelo Duval, Michelle Rodríguez y Patricia Maqueo.

## Sinopsis
Pepa vive y trabaja con sus dos hijos y su nieta en un food truck de tacos. Beli, hija de Pepa, tiene talento para el canto, pero no ha podido concretar su sueño de cantante. En un accidente de autos encuentran un bolso con dinero que obliga a la familia a huir a República Dominicana para comenzar una nueva vida. Allí conocen a Caro, una representante de artistas que se ofrecerá a ayudar a Beli. Cuando todo parece ir viento en popa, un personaje inesperado, de quien la familia tuvo que huir, aterriza en Dominicana para ajustar cuentas.

## Elenco
Los actores que participan en esta película son:
- Consuelo Duval como Pepa
- Michelle Rodríguez como Beli
- Patricia Maqueo como Lucía
- Francisco Rueda como Toni
- Lumi Lizardo como Caro
- Luis del Valle como Salvador
- Ana María Arias
- Víctor Gómez como Payaso-mafioso

## Lanzamiento
La película fue estrenada oficialmente en todos los cines de México el 21 de marzo de 2024, por Walt Disney Studios Motion Pictures a través de su sello Star Distribution.